# 卡韦萨韦略萨
卡韦萨韦略萨，是西班牙埃斯特雷马杜拉卡塞雷斯省的一个市镇。总面积34平方公里，总人口479人（2001年），人口密度14人/平方公里。